# Menógia
Menógia (grec moderne : Μενόγια) est un village chypriote situé dans le district de Larnaca et comptant plus de 50 habitants.